# 巴托克·贝拉
巴托克·贝拉·维克托·亚诺什（匈牙利語：Bartók Béla Viktor János，發音：[ˈbɒrtoːk ˈbeːlɒ ˈviktor ˈjaːnoʃ]；1881年3月25日—1945年9月26日），匈牙利作曲家，匈牙利现代音乐的先锋人物之一。他的很多创举影響了整个20世纪艺术圈。

## 生平
巴托克出生于匈牙利东部纳吉圣米克洛斯（1920年後改隸羅馬尼亞）的一个音乐世家，父亲是一所农业学校的校长，但酷爱音乐，喜爱钢琴、大提琴，客串乐队指挥，还尝试音乐创作。母亲是一名优秀的钢琴教师，並啟蒙了巴托克的鋼琴演奏。少年时，巴托克曾向作曲家费伦茨·埃凯尔的儿子学习作曲。8岁时，父亲去世，之後一家人遷往拿吉賽列斯（Nagyszőlős，今烏克蘭维诺赫拉迪夫）。巴托克在10歲時首次登臺演出，而後前往波喬尼（Pozsony，今斯洛伐克布拉迪斯拉发）。在這個頗有規模的重鎮生活，是巴托克第一次真正接觸大城市的音樂活動與傳統。1899年，巴托克進入李斯特音樂學院（又稱布達佩斯皇家音樂學院），同伊斯特凡·托曼學習钢琴，並向亞諾斯·開斯列爾學習作曲。其擁有不俗的鋼琴演奏技巧，曾在校內演出李斯特钢琴奏鸣曲。四年後畢業，1907年任該院鋼琴教授。這個時期的巴托克外貌，據作家描述：
他這個人不算大塊頭，身軀瘦弱，如同一根竹杆，臉細嫩而看來高雅，嘴巴總是緊閉着，鼻樑筆直，額頭寬大。頭髮在很早以前，卽還不到二十五歲就轉白，不久之後便變得全白。當他頑皮搗蛋的時候，眼瞳很迷人，跟他親近的人只要看到這對眼睛，無不爲它所吸住。在那眼裏所顯現的是不斷的緊張，由於這很難表露在音樂以外，所以深藏在心底裏，秘密地，以致當他在別人的面前就化成沉默。
毕业后，巴托克结识了作曲家佐尔坦·科达伊 ；并且从1905年開始對於民間音樂産生了濃厚的興趣，开始收集匈牙利民歌。之後，他的採樣範圍擴大到東歐各國、埃及和土耳其。對於他所收集來的數量衆多的民間音樂，巴托克作了科學的比較，分析它們的結構來源以及變遷，並寫了三部論著和數篇文章。這些研究對他後來的音樂創作有著很深的影響，一方面作曲家又受著現代音樂的衝擊，他逐漸形成了一種充滿了活力的新鮮的作曲風格，即融合了古樸的民間音樂因素，反映了宏偉博大的民族意識，也包含著現代音樂的多變與個性。他的作曲风格也由此远离了浪漫主义风格，成为了名副其实的民族乐派作曲家。
1909年，巴托克与玛塔·齐格勒结婚，此后他的音乐地位在国际上愈加稳固。巴托克的治學態度樸素嚴謹，在布达佩斯音乐学院任教30年期间，达到了他音乐创作的颠峰。随后，由于第二次世界大战公開反對法西斯而被迫流亡美國，虽然受聘于哥伦比亚大学，整理民间音乐，生活却缺乏保障。他的作品很少演出，也没人请他演奏，加上他母亲去世的双重打击，在異鄉的生活十分孤獨貧困，疾病纏身，最終因白血病逝于纽约。在他逝世後，他的作品越來越受到人們的關注，在世界各地廣泛上演。

## 音乐风格

### 早期
1902年—约1906年
巴托克早期的音乐风格属于浪漫主义晚期，风格上受到布拉姆斯，李斯特和理查·施特劳斯的影响，對於《查拉圖斯特拉如是說》尤其熱情。值得一提的是，此一時期的匈牙利仍處於德國音樂的陰影，巴托克的匈牙利意識則正漸萌芽。他的代表作品則有交响诗《科苏特》（1903年）。

### 中期
1907年—1939年
1906年巴托克和科达伊把他们采集民间音乐的工作成果第一次公诸于世，之后他写了大量的以民歌曲调为基础的钢琴曲，其中包括钢琴曲集《献给孩子们》（1909）、《匈牙利地区的罗马尼亚舞曲》（1915）、《十五首匈牙利农民歌曲》（1918）。在这些作品中，可以看到他在民间音乐的启示下，在和声上作了许多极有意义的创新。巴托克中期的音乐风格兼具原始主义和新民族主义风格。原始主义的作品突出不协和与野蛮、粗暴。代表作品《粗野的快板》（钢琴）以及《神奇的满大人》（芭蕾音乐），被称为当时最为听众所厌恶的作品，因而很少上演。而新民族主义作品带有鲜明的匈牙利舞曲风格，是现在大多数管弦乐团的保留曲目。

### 晚期
1939年—1945年
巴托克在晚期将自己先前的两种音乐风格有机地融合在一起，创作手法愈发熟练。他的大多数代表作都属于这一时期内创作的。

## 作品節選
巴托克本人给出的作品编号只到作品20（即兴曲）為止，之后的作品則使用Sz.编号。以下是他具代表性的作品：
鋼琴曲
- 《小宇宙》（Mikrokosmos（英语：Mikrokosmos (Bartók)），1926–37年）
- 《羅馬尼亞地方舞曲》（Romanian Folk Dances，1915年）

室內樂
- 第1號絃樂四重奏，作品7（Sz. 40）
- 第2號絃樂四重奏，作品17（Sz. 67）
- 第3號絃樂四重奏（Sz. 85）
- 第4號絃樂四重奏（Sz. 91）
- 第5號絃樂四重奏（Sz. 102）
- 第6號絃樂四重奏（Sz. 114）

管弦乐作品
- 《匈牙利素描》（1931年）
- 乐队協奏曲（1943年）
- 第3號鋼琴協奏曲（1945年）
- 第2號小提琴協奏曲（1937年）
- 中提琴协奏曲（1945年）
- 為絃樂器、打擊樂器和鋼片琴的音樂（1936年）
- 为两架钢琴和打击乐而作的奏鸣曲（1937年）

歌劇
- 藍鬍子公爵的城堡（Duke Bluebeard's Castle，1918年）

芭蕾舞劇
- 木偶王子（The Wooden Prince，1917年）
- 神奇的满大人（The Mirzculous Mandarin，1919年）

合唱
- 《世俗康塔塔》（Cantata Profana，1930年）

## 錄音推薦
- Emerson String Quartet.  (CD). Deutsche Grammophon. Barcode 028942365728.
- Hagen Quartett.  (CD). Deutsche Grammophon. Barcode 028946357620.
- Tokyo String Quartet.  (CD). 20th Century Classics. Deutsche Grammophon. Barcode 028944524123.

## 外部連結
- 巴托克·贝拉的免费乐谱，由国际乐谱典藏计划提供
- 巴爾托克曲目列表 （页面存档备份，存于）